# Miles & Quincy Live at Montreux
Miles & Quincy Live at Montreux è un album dal vivo collaborativo di Miles Davis e Quincy Jones, pubblicato nel 1993.

## Tracce
1. Introduction by Claude Nobs & Quincy Jones
2. Boplicity
3. Introduction to Miles Ahead Medley
4. Springsville
5. Maids of Cadiz
6. The Duke
7. My Ship
8. Miles Ahead
9. Blues For Pablo
10. Introduction to Porgy and Bess Medley
11. Orgone
12. Gone, Gone, Gone
13. Summertime
14. Here Come De Honey Man
15. The Pan Piper
16. Solea